# Joseph Hugues-Lagarde
Joseph Hugues de La Garde, dit Hugues-Lagarde (1748 - 1805), est un magistrat, négociant et banquier français, qui fut parmi les premiers régents de la Banque de France.

## Biographie
Né le 17 décembre 1748 à Marseille, Joseph Hugues est le fils unique du négociant, armateur et négrier marseillais Joseph Hugues dit Hugues l'aînée (v. 1713-1793), et de Marguerite Honnorat. Son père acheta en janvier 1789, la terre du marquisat de La Garde-Adhémar, possédait également la baronnie de Valaurie ainsi que le château et domaine de Saint-Joseph (bastide Saint-Joseph). 
D'origine protestante mais converti au catholicisme, le jeune Joseph, après des études à Genève, entre au service de son père avant 1770, date à laquelle il se marie avec Élisabeth-Rose Audibert (sœur de Dominique Audibert) dont il aura trois enfants (sa fille épousera Maurice Gabriel de Riquet de Caraman).
La famille Hugues possède de nombreux bureaux de négoces le long des lignes maritimes liées au commerce colonial. Sur Marseille, les Hugues sont réputés pour être les plus riches armateurs, une fortune évaluée à plusieurs millions de livres.
En 1789, Joseph Hugues fils est nommé conseiller du roi, président de la Chambre des comptes du Dauphiné. Il perd sa charge au moment de la Révolution et revient à Marseille pour s'occuper des savonneries familiales situées sur le port.
En 1793, son père est arrêté, ses biens sont confisqués et il est guillotiné. Joseph s'enfuit à l'étranger et ne rentre en France qu'à la fin de l'année 1797 pour tenter de remettre de l'ordre dans ses affaires. Il se fait désormais appelé « Joseph Hugues-Lagarde » et vit à Versailles où il s'est fait construire une maison.
Il est élu au Conseil de régence de la toute nouvelle Banque de France le 24 pluviôse An VIII (13 février 1800) et siège au huitième fauteuil.
Hugues-Lagarde aura beaucoup de mal à recouvrer ses biens et à relancer les affaires de son père. La veille de sa mort, il est en cessation de paiement, ses dettes s'élèvent à plus d'un million et demi de francs.
Il meurt brusquement à Fécamp, chez son fils, le 9 octobre 1805. 
Au Conseil de régence, il est remplacé par Louis Charles Thibon.